# Skaidrīte Smildziņa-Budovska
Skaidrīte Smildziņa-Budovska (2. marts 1943 i Riga i Reichskommissariat Ostland) er en lettisk, tidligere sovjetisk, basketballspiller, som deltog på både Lettiske SSR's og det sovjetiske basketballlandshold for kvinder. Hendes professionelle karriere foregik hos TTT Riga, hvor hun fra 1963 til 1969 var klubbens holdkaptajn.
Skaidrīte Smildziņa-Budovska blev den 26. oktober 1998 udnævnt til Officer af Trestjerneordenen.